# Експресът от Елмайра: Животът на Ърни Дейвис
„Експресът от Елмайра: Животът на Ърни Дейвис“ (на английски: The Express: The Ernie Davis Story) е американски спортен филм, продуциран от Джон Дейвис и е режисиран от Гари Фледър.